# پیو و آمدئو
پیو و آمدئو نام هنری یک زوج کمدین ایتالیایی به نام‌های اصلی پیو دانتینی (ایتالیایی: Pio D'Antini؛ زادهٔ ۲۰ اوت ۱۹۸۳) و آمادئو گریکو (ایتالیایی: Amedeo Grieco؛ زادهٔ ۲۵ اوت ۱۹۸۳) است.
از فیلم‌هایی که این دو کمدین در آن‌ها نقش داشته‌اند، می‌توان به دوستانی چون ما اشاره نمود.